# Pegoplata annulata
Pegoplata annulata är en tvåvingeart som först beskrevs av Pandellé 1899.  Pegoplata annulata ingår i släktet Pegoplata, och familjen blomsterflugor. Arten är reproducerande i Sverige.